# Alexander Jeremiah Orenstein
Alexander Jeremiah Orenstein, ameriški general in vojaški zdravnik, * 1879, † 7. julij 1972.
V letih 1905–1912 je deloval na področju Panamskega kanala, kjer se je odlikoval na področju zdravljenja malarije in rumene mrzlice. Leta 1913 je odpotoval v Nemško vzhodno Afriko in naslednje leto v Južno Afriko, kjer je ostal do smrti. Med obema svetovnima vojnama je bil generalni direktor južnoafriških vojaških obrambnih sil.
Po njem se imenuje AJ Orenstein Memorial Lecture na Univerzi Witwatersranda.